# Something More Than Free
| Совокупная оценка    | Совокупная оценка |
| Источник             | Оценка            |
| -------------------- | ----------------- |
| Metacritic           | 87/100            |
| Оценки критиков      |                   |
| Источник             | Оценка            |
| The A.V. Club        | A-                |
| AbsolutePunk         | [ 3 ]             |
| Entertainment Weekly | A                 |
| Nash Country Weekly  | A                 |
| Pitchfork            | 5.8/10            |
| PopMatters           | [ 7 ]             |

Something More Than Free — пятый студийный альбом американского кантри- и рок-музыканта Джейсона Исбелла, изданный 17 июля 2015 года на студии Southeastern Records. Диск достиг шестого места в американском хит-параде Billboard 200 с дебютным тиражом 46 000 копий, а также стал № 1 в кантри-, рок- и фолк-чартах США (Top Country Albums, «US Folk Albums» и «Top Rock Albums», соответственно).
К октябрю 2015 года тираж достиг 109,200 копий в США.
В 2016 году получил премию Грэмми в категории Лучший американа-альбом.

## История
Альбом получил положительные отзывы музыкальной критики и интернет-изданий, например, AbsolutePunk, Entertainment Weekly, Nash Country Weekly, PopMatters, The Wall Street Journal. Журнал Rolling Stone назвал его одним из лучших кантри-альбомов 2015 года и включил в свой список «40 Best Country Albums of 2015» на позиции № 1.

### Рейтинги
| Публикация           | Ранг | Список                             |
| -------------------- | ---- | ---------------------------------- |
| Billboard            | 10   | 25 Best Albums of 2015             |
| Entertainment Weekly | 3    | The 10 Best Country Albums of 2015 |
| Rolling Stone        | 1    | 40 Best Country Albums of 2015     |
| Stereogum            | 31   | The 50 Best Albums of 2015         |

## Список композиций
| №   | Название                   | Длительность |
| --- | -------------------------- | ------------ |
| 1.  | «If It Takes a Lifetime»   | 3:43         |
| 2.  | «24 Frames»                | 3:16         |
| 3.  | «Flagship»                 | 3:52         |
| 4.  | «How to Forget»            | 4:06         |
| 5.  | «Children of Children»     | 5:52         |
| 6.  | «The Life You Chose»       | 4:05         |
| 7.  | «Something More Than Free» | 3:33         |
| 8.  | «Speed Trap Town»          | 4:04         |
| 9.  | «Hudson Commodore»         | 3:26         |
| 10. | «Palmetto Rose»            | 4:06         |
| 11. | «To a Band That I Loved»   | 3:52         |

## Чарты
| Чарт (2015)                        | Лучший результат |
| ---------------------------------- | ---------------- |
| Австралия (ARIA)                   | 32               |
| Бельгия/Фландрия (Ultratop)        | 83               |
| Ирландия (IRMA)                    | 48               |
| Швеция (Sverigetopplistan)         | 33               |
| Великобритания (UK Albums Chart)   | 17               |
| США (Billboard 200)                | 6                |
| США (Billboard Top Country Albums) | 1                |
| США (Billboard Folk Albums)        | 1                |
| США (Billboard Independent Albums) | 2                |
| США (Billboard Top Rock Albums)    | 1                |